# Kimuromyces
Kimuromyces is een monotypisch geslacht van roesten uit de familie Uropyxidaceae. Het geslacht bevat alleen Kimuromyces cerradensis.